# 로버트 마일즈

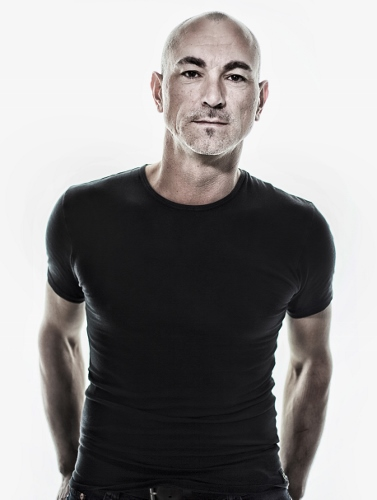
2014년 모습

로버트 마일즈(영어: Robert Miles 로버트 마일스[*], 본명: 이탈리아어: Roberto Concina, 1969년 11월 3일 ~ 2017년 5월 9일)는 이탈리아의 레코드 프로듀서, 작곡가, 음악가, DJ이다. 1995년 작곡 작품 Children은 전 세계적으로 500만 장 이상 판매되었고 차트 최상위를 찍었다.

## 디스코그래피

### 스튜디오 음반
- Dreamland (1996)
- 23am (1997)
- Organik (2001)
- Miles_Gurtu (with 트릴록 구르투) (2004)
- Thirteen (2011)